# آنتوان فوکوآ
آنتوان فوکوآ (به انگلیسی: Antoine Fuqua) (زاده ۱۹ ژانویه ۱۹۶۶) فیلم‌ساز آمریکایی است. او بیشتر برای کارگردانی موزیک ویدئوهای خوانندگانی مانند تونی برکستون، کولیو، استیوی واندر و پرینس از جمله موزیک ویدئو «بهشت گانگسترها» (۱۹۹۵) شناخته‌می‌شود. وی از سال ۱۹۹۹ در صنعت سینما مشغول فعالیت است و پس از کارگردانی فیلم جنایی روز تعلیم (۲۰۰۱) در هالیوود صاحب نام شد.
فوکوآ در ژانرهای مختلف اکشن، جنایی، مهیج و درام فیلم‌هایی شامل تیرانداز، بهترین‌های بروکلین، ایکوالایزر، ایکوالایزر ۲، ایکوالایزر ۳، هفت دلاور و المپیوس سقوط کرده‌است را کارگردانی کرده‌است.

## فیلم‌شناسی

### فیلم بلند
| سال  | عنوان                | کارگردان | تهیه‌کننده |
| ---- | -------------------- | -------- | --------- |
| ۱۹۹۸ | آدمکش‌های جایگزین     | آری      | نه        |
| ۲۰۰۰ | طعمه                 | آری      | نه        |
| ۲۰۰۱ | روز تعلیم            | آری      | نه        |
| ۲۰۰۳ | اشک‌های خورشید        | آری      | نه        |
| ۲۰۰۴ | آرتور شاه            | آری      | نه        |
| ۲۰۰۷ | تیرانداز             | آری      | نه        |
| ۲۰۰۹ | بهترین‌های بروکلین    | آری      | اجرایی    |
| ۲۰۱۳ | المپیوس سقوط کرده‌است | آری      | آری       |
| ۲۰۱۴ | ایکوالایزر           | آری      | نه        |
| ۲۰۱۵ | چپ دست               | آری      | آری       |
| ۲۰۱۶ | هفت دلاور            | آری      | اجرایی    |
| ۲۰۱۸ | ایکوالایزر ۲         | آری      | آری       |
| ۲۰۲۱ | بی‌نهایت              | آری      | اجرایی    |
| ۲۰۲۱ | گناهکار              | آری      | آری       |
| ۲۰۲۲ | قطار سریع‌السیر       | نه       | آری       |
| ۲۰۲۲ | رهاسازی              | آری      | اجرایی    |
| ۲۰۲۳ | برابرساز ۳           | آری      | آری       |
| ۲۰۲۴ | راب پیس              | نه       | آری       |
| ۲۰۲۵ | مایکل                | آری      | نه        |

### فیلم مستند
| سال  | عنوان                         | کارگردان | تهیه‌کننده | توضیحات                   |
| ---- | ----------------------------- | -------- | --------- | ------------------------- |
| ۲۰۱۸ | رؤیای آمریکایی/کابوس آمریکایی | آری      | اجرایی    | فیلم تلویزیونی            |
| ۲۰۱۹ | نام من چیست: محمد علی         | آری      | اجرایی    | دربارهٔ زندگی محمد علی کلی |